# Jurassic World: Fallen Kingdom
Jurassic World: Fallen Kingdom is een Amerikaanse sciencefictionfilm uit 2018. De film werd geregisseerd door Juan Antonio Bayona en is het vijfde deel in de Jurassic Park-filmserie. Colin Trevorrow en Derek Connolly keerden terug als scriptschrijvers. Trevorrow en Steven Spielberg zijn de uitvoerende producenten.
Chris Pratt, Bryce Dallas Howard en B.D. Wong hernemen hun rol uit Jurassic World en worden bijgestaan door nieuwkomers Toby Jones, Rafe Spall, Justice Smith, Daniella Pineda, Ted Levine, Geraldine Chaplin en James Cromwell. Jeff Goldblum herneemt zijn rol als dr. Ian Malcolm uit Jurassic Park en The Lost World: Jurassic Park.

## Verhaal
Na de sluiting van Jurassic World in 2015 arriveert een klein huurlingenteam op het verlaten Isla Nublar om DNA te verzamelen van de overblijfselen van de Indominus rex die op de bodem van de lagune ligt. Na het verzamelen van een botmonster, verslindt de Mosasaurus hun duikboot. De Tyrannosaurus valt hun helikopter aan, maar ze weten te ontsnappen met het monster. Ook de Mosasaurus kan in de open oceaan ontsnappen.
Drie jaar later debatteert de Amerikaanse senaat of de dinosaurussen van Isla Nublar moeten worden gered van een naderende vulkaanuitbarsting. Wiskundige Dr. Ian Malcolm getuigt dat de dinosauriërs op natuurlijke wijze zouden moeten uitsterven om het onrechtmatige klonen door John Hammond te corrigeren. Ondertussen heeft de voormalige operations manager van Jurassic World, Claire Dearing, de Dinosaur Protection Group opgericht om de dieren te redden. Nadat de Senaat beslist om de dieren niet te redden, nodigt Hammonds voormalige zakenpartner Sir Benjamin Lockwood Claire uit op zijn landgoed in Noord-Californië. Lockwood en zijn assistent, Eli Mills, onthullen een plan om de dinosaurussen te verhuizen naar een nieuw eiland. Claire moet het volgsysteem van het park opnieuw activeren om de dieren te lokaliseren, met name Blue, de laatst overgebleven Velociraptor. Claire werft Owen Grady, de voormalige Velociraptor-trainer, om haar te helpen vangen.
Op Isla Nublar heractiveren Claire en voormalig parktechnicus Franklin Webb het online volgsysteem. Owen, paleo-dierenarts Zia Rodriguez en een huurlingenteam dat onder leiding staat van Ken Wheatley volgen en vinden Blue. De ontmoeting escaleert, waardoor Blue wordt neergeschoten en Wheatley Owen verdooft. Wheatley laat vervolgens Owen, Claire en Franklin achter terwijl hij Zia met geweld gijzelt zodat ze Blue kan behandelen. Het vrachtschip, geladen met gevangen dinosaurussen, vertrekt terwijl de overgebleven dinosaurussen worden achtergelaten om te sterven tijdens de uitbarsting. Claire, Franklin en Owen sluipen aan boord van het schip en helpen Zia Blue om haar leven te redden door haar te transfuseren met Tyrannosaurusbloed.
In plaats van te worden verplaatst naar een nieuw eiland, worden de gevangen dinosaurussen vervoerd naar het landgoed van Lockwood, waar Maisie, de verweesde kleindochter van Lockwood, hoort dat Mills en veilingmeester Gunnar Eversoll in het geheim van plan zijn de dinosaurussen op de zwarte markt te verkopen. De potentiële kopers zullen ook een preview zien van de Indoraptor, een bewapende, transgene dinosaurus gemaakt door geneticus Dr. Henry Wu met behulp van Indominus rex- en Velociraptor-DNA. Wu heeft Blue's DNA nodig om een verbeterde Indoraptor te creëren die gehoorzaam is aan commando's, niet wetende dat Blue's bloed niet langer zuiver is door de transfusie. Nadat Maisie Lockwood heeft geïnformeerd over de veiling, confronteert hij Mills, die hem vermoordt. Maisie blijkt een kloon van de overleden dochter van Lockwood te zijn, wat de reden was waarom Hammond hun samenwerking beëindigde.
De geveilde dinosaurussen worden onmiddellijk verscheept. Franklin ontsnapt uit zijn gevangenneming en bevrijdt Zia, maar Owen en Claire zitten nog vast. Owen zet een Stygimoloch aan om hun cel open te breken. De twee ontmoeten Maisie en ontdekken dat de Indoraptor wordt verkocht, ondanks Wu's protesten dat het nog slechts een prototype is. Owen verstoort de veiling door de Stygimoloch de veilingkamer in te leiden. In de daaropvolgende chaos verdooft Wheatley de Indoraptor om een tand als trofee te trekken, maar de hybride, die de bewustloosheid slechts heeft geveinsd, doodt Wheatley, Eversoll en enkele andere gasten terwijl hij ontsnapt. De Indoraptor jaagt Owen, Claire en Maisie op door het hele landhuis totdat Blue, die werd vrijgelaten door Zia, de Indoraptor confronteert. Bovenop een glazen koepel vallen beide dieren erdoorheen, waarbij de Indoraptor wordt gedood(hij wordt gespietst door een beeld dat onder de glazen koepel staat) en Blue ongedeerd blijft.
Wanneer een waterstofcyanidegaslek de gekooide dinosaurussen bedreigt, bevrijdt Maisie ze ondanks Owens bezwaren. Terwijl Mills probeert te vluchten met het Indominus rex-bot, verslindt de Tyrannosaurus hem en wordt het bot vertrapt. Owen, Claire, Maisie, Zia en Franklin ontsnappen, terwijl Blue en de andere vrijgelaten dinosaurussen het landgoed ontvluchten.
In een nieuwe hoorzitting van de Amerikaanse Senaat, verklaart Dr. Malcolm het begin van een neo-Jura-tijdperk, waarin mensen en dinosaurussen naast elkaar zullen moeten leren leven. De slotscènes tonen de bevrijde dinosaurussen die door de wildernis en buitenstedelijke gebieden zwerven.

## Rolverdeling
| Acteur              | Personage           | Opmerkingen                                                                                     |
| ------------------- | ------------------- | ----------------------------------------------------------------------------------------------- |
| Chris Pratt         | Owen Grady          | Dierengedragskundige                                                                            |
| Bryce Dallas Howard | Claire Dearing      | Voormalig park operatie manager                                                                 |
| Rafe Spall          | Eli Mills           | Assistent van Benjamin Lockwood                                                                 |
| Justice Smith       | Franklin Webb       | Systeemanalist                                                                                  |
| Daniella Pineda     | Zia Rodriguez       | Paleontologisch dierenarts                                                                      |
| James Cromwell      | Benjamin Lockwood   | Voormalig partner van John Hammond, die de technologie om de dinosauriërs te klonen ontwikkelde |
| Toby Jones          | Gunnar Eversol      | Veilingmeester                                                                                  |
| Ted Levine          | Ken Wheatley        | Huurling                                                                                        |
| Jeff Goldblum       | Ian Malcolm         | Wiskundige en chaoticus                                                                         |
| B.D. Wong           | Henry Wu            | Geneticus                                                                                       |
| Geraldine Chaplin   | Iris Carroll        | Nanny van Maisie                                                                                |
| Isabella Sermon     | Maisie Lockwood     | Kleindochter van Benjamin                                                                       |
| Peter Jason         | senator Sherwood    |                                                                                                 |
| Kevin Layne         | bestuurder duikboot |                                                                                                 |

## Dinosauriërs
Onderstaande dinosauriërs, pterosauriërs, zeereptielen en hybriden komen in de film voor:
- Allosaurus
- Ankylosaurus
- Apatosaurus
- Baryonyx
- Brachiosaurus
- Carnotaurus
- Compsognathus
- Gallimimus
- Indominus rex (skelet)
- Indoraptor
- Mosasaurus
- Parasaurolophus
- Pteranodon
- Sinoceratops
- Stegosaurus
- Stygimoloch
- Triceratops
- Tyrannosaurus rex
- Velociraptor

## Productie
De film werd op 23 juli 2015 officieel aangekondigd door filmdistributiemaatschappij Universal Studios en zou op 22 juni 2018 in de Verenigde Staten in de bioscoop te zien zijn. Er werd ook aangekondigd dat Colin Trevorrow en Derek Connolly het script gingen schrijven, net zoals ze deden voor Jurassic World. Steven Spielberg en Colin Trevorrow zijn de uitvoerende producenten. Chris Pratt en Bryce Dallas Howard hernemen hun rol uit de vorige film.
De opnamen werden gestart op 23 februari 2017, in het Engelse Slough. Het merendeel van de film werd opgenomen in Pinewood Studios. Ook werd er opnieuw gefilmd in Hawaï. De scènes op Hawaï werden gebruikt voor het fictieve eiland Isla Nublar, het eiland uit de eerste en vierde film. Er werden ook scènes opgenomen in het Brecon Beacons National Park in Wales.
In april 2017 werd er gefilmd in Berkshire, Engeland. Goldblum schoot zijn scènes in Pinewood Studios, en eindigde zijn scènes op de laatste filmdag in het Verenigd Koninkrijk.
Het filmen in Hawaï begon op 13 juni 2017. Het filmen werd beëindigd op 8 juli 2017.

### Première en ontvangst
Jurassic World: Fallen Kingdom ging op 21 mei 2018 in wereldpremière in het WiZink Center in Madrid, Spanje. De film kreeg gemengde recensies van de filmcritici met een score van 80% op Rotten Tomatoes op basis van 253 beoordelingen.